# Lilla torg, Lund

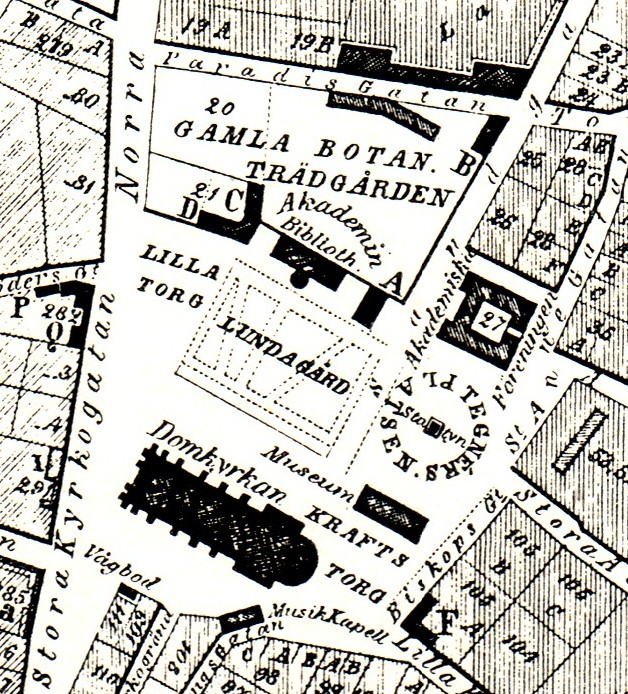
Karta från 1866

Lilla torg var ett torg i centrala Lund, som numera ingår som en del av parken Lundagård.
Lilla Torg var, åtminstone sedan 1600-talet, en utvidgning österut av dåvarande Stora Kyrkogatan som i norr hade sin gräns i höjd med Lilla Gråbrödersgatan och i söder avslutades vid ett par byggnader invid Lunds domkyrka.
Mellan Lundagård och Lilla torg fanns sedan länge en mur. Den sträckte sig runt parken på dess södra, västra och östra sidor. Muren behölls, förnyades och försågs med smidda grindar i samband med Johan Hårlemans nyanläggning av parken 1744. Den västra delen av muren mot Lilla torg revs 1837.
Lilla torg anlades ordentligt och stensattes i samband med Hårlemans omskapande av Lundagård. Det fanns kvar som torg fram till tidigt 1900-tal, då området planterades och inlemmades med Lundagård.

## Bildgalleri

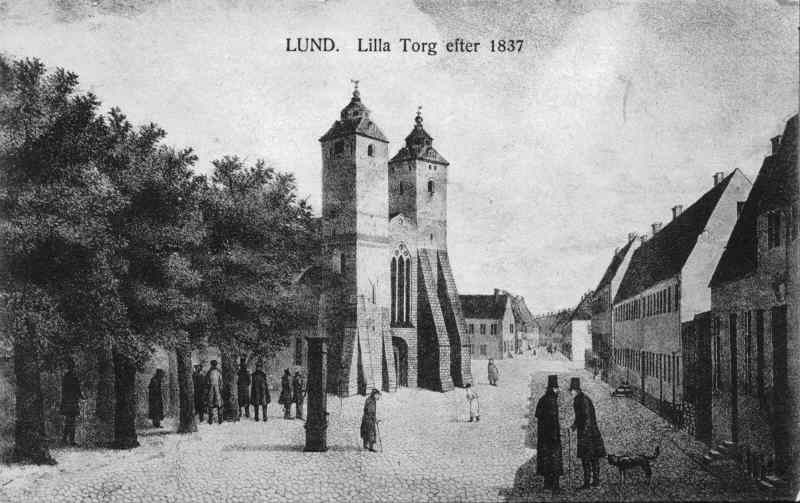
Lilla torg efter 1837
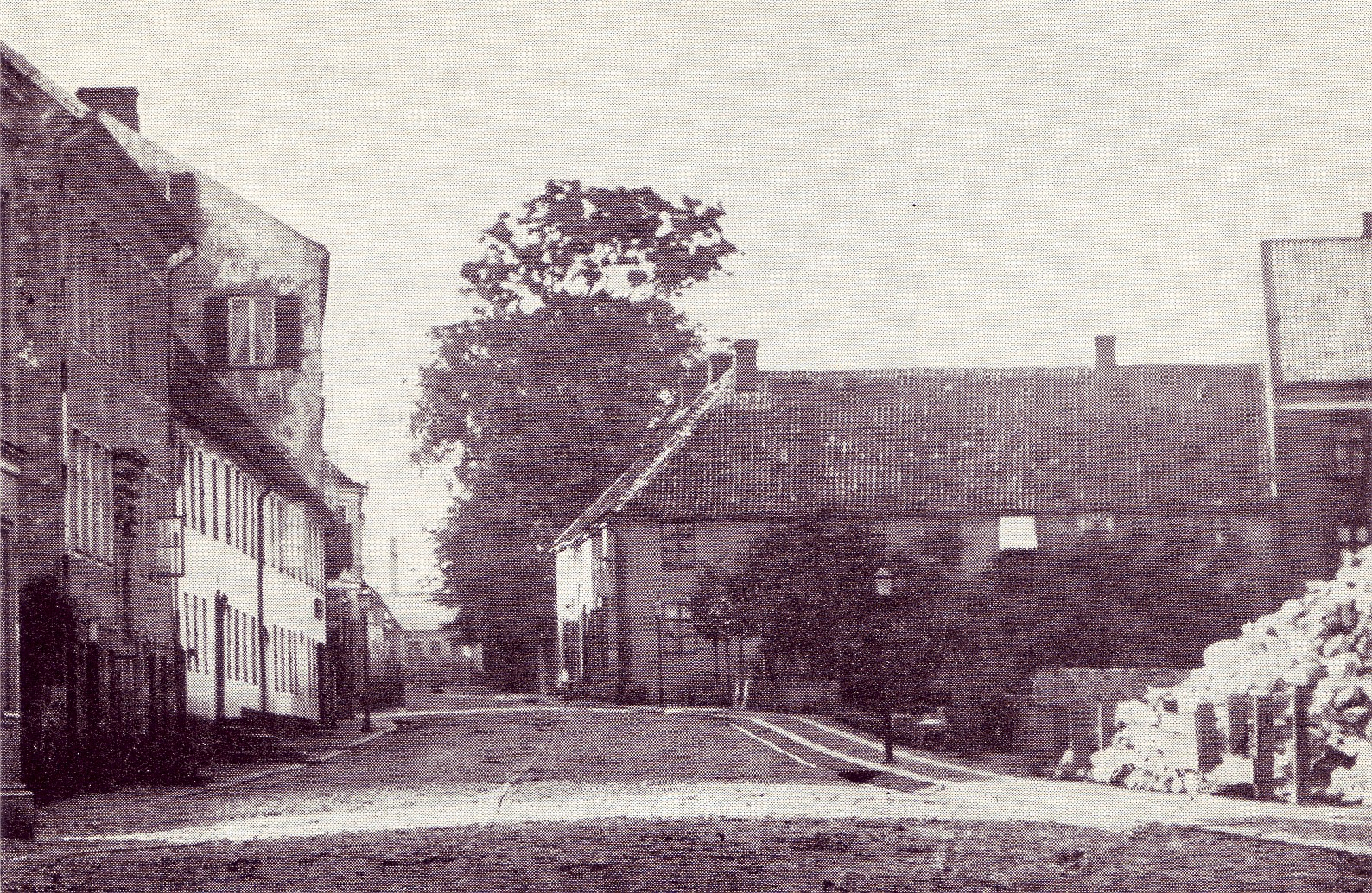
Kyrkogatan på 1870-talet, sedd norrut med "Härbärget" till höger. Foto: B.A. Lindgren
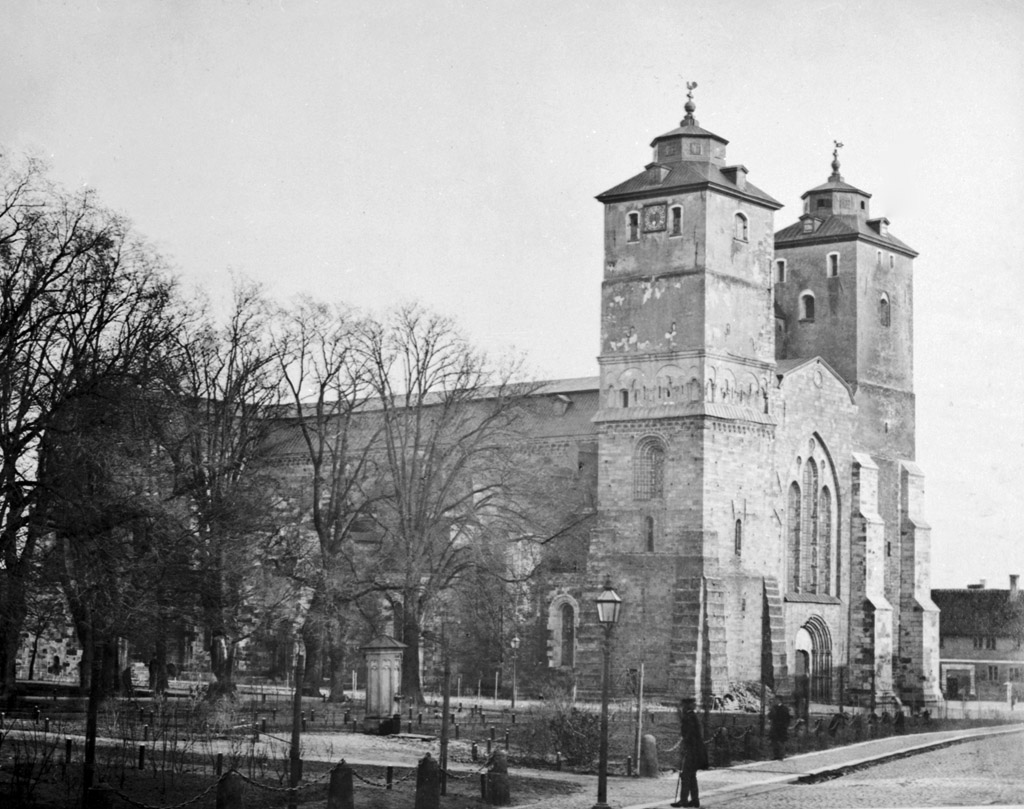
Lunds domkyrka före restaureringen på 1870-talet
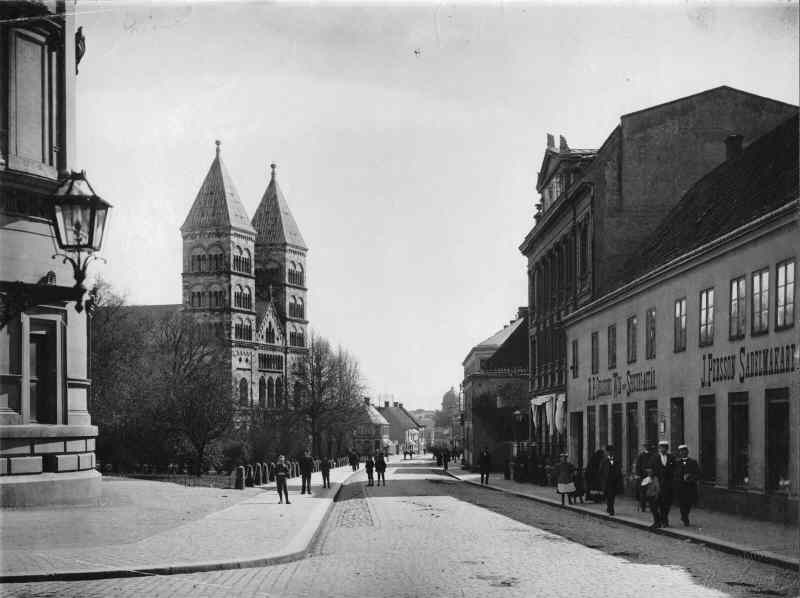
Kyrkogatan söderut från korsningen med Paradisgatan, 1906
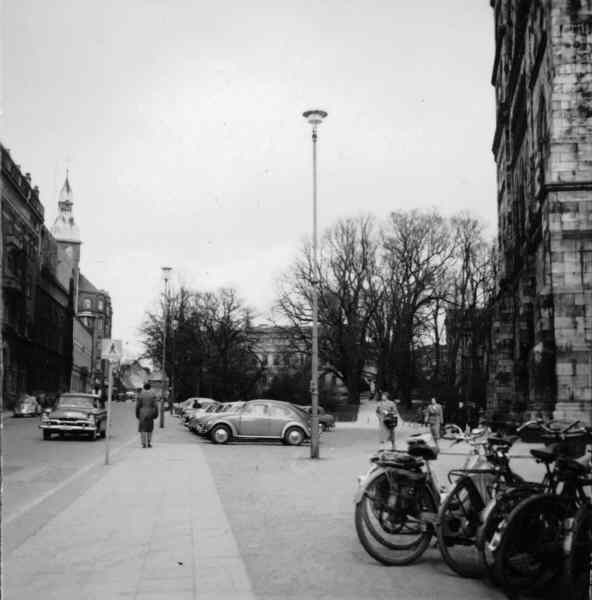
Kyrkogatan norrut 1957
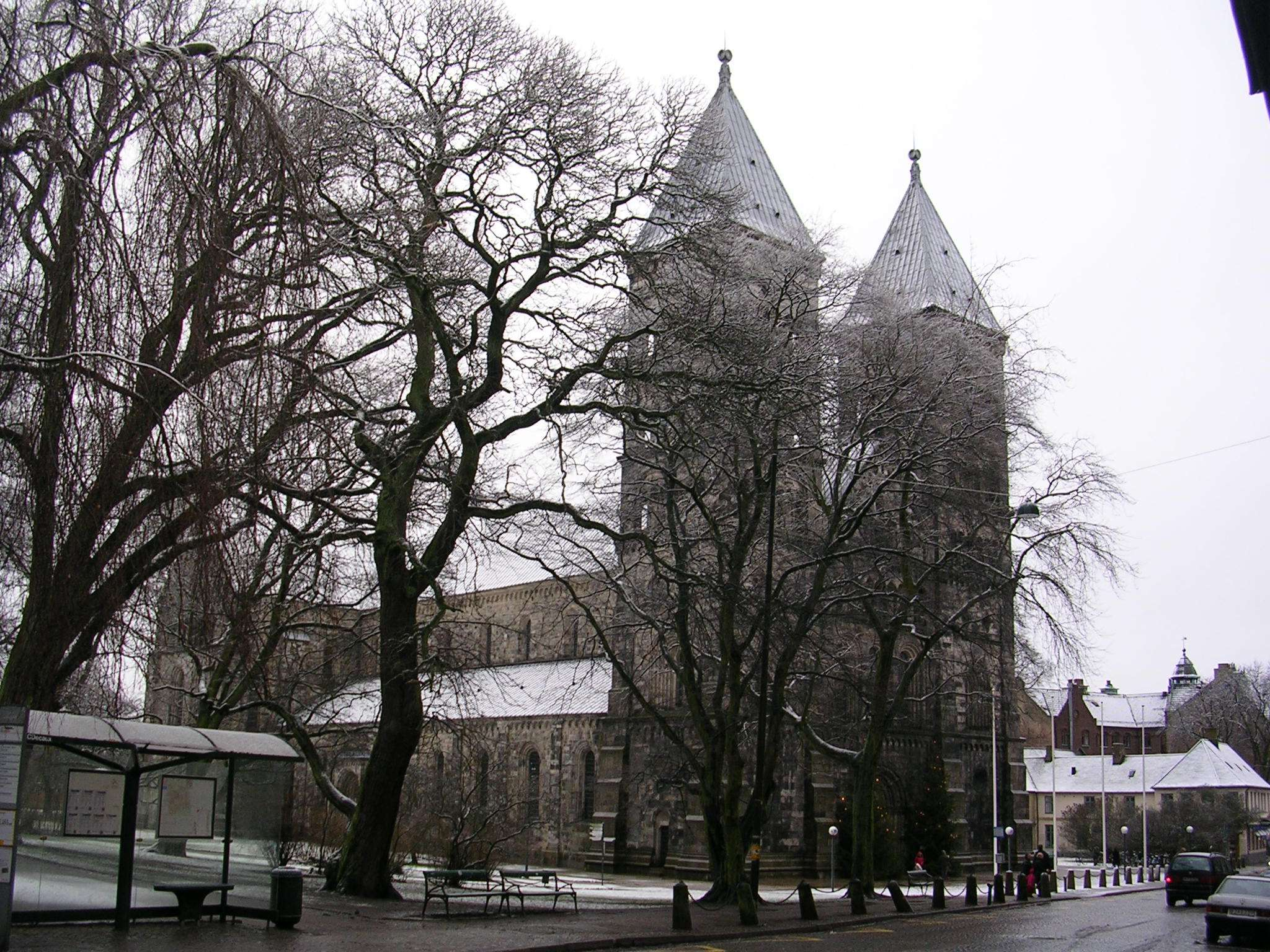
Domkyrkan och Kyrkogatan 2004
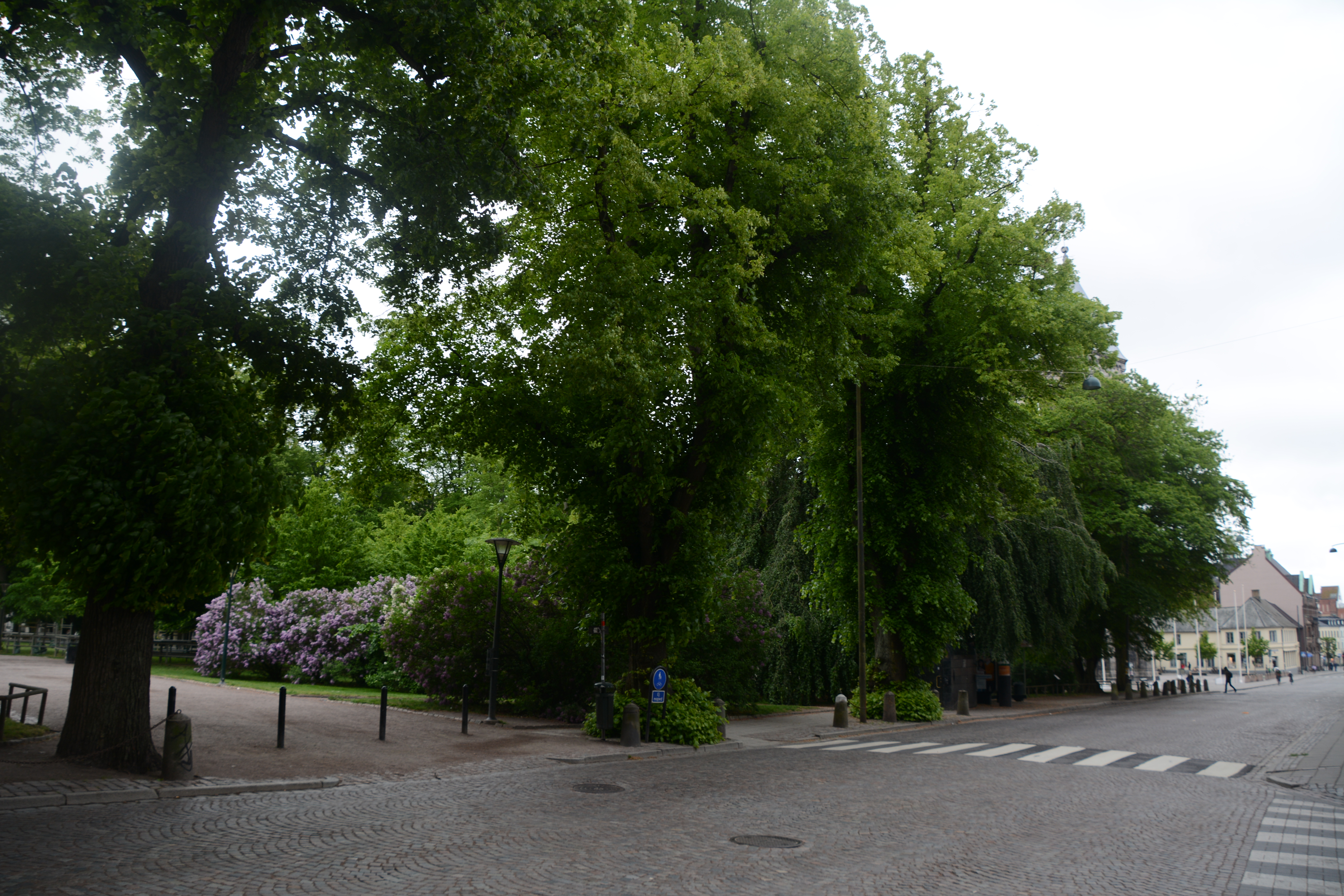
Tidigare Lilla torg 2019